# Seneghe
Seneghe (sardinsky: Sèneghe) je italská obec (comune) v provincii Oristano v regionu Sardinie. Nachází se ve výšce 305 metrů nad mořem a má přibližně 1 600 obyvatel. Rozloha obce je 57,85 km².